# Polk megye (Iowa)
Polk megye az Amerikai Egyesült Államokban, azon belül Iowa államban található. Lakosainak száma 492 401 fő (2020. április 1.). Polk megye Story, Warren, Marion, Jasper, Boone, Dallas és Madison megyékkel határos.

## Népesség
A megye népessége az elmúlt években az alábbi módon változott:
| Lakosok száma | 432 304 | 437 809 | 444 009 | 451 677 | 467 711 | 492 401 |
|               | 2010    | 2011    | 2012    | 2013    | 2015    | 2020    |